# Diana Baciu
Diana Baciu (geb. am 26. März 1994 in der Republik Moldau) ist eine moldauische Schachspielerin. 

## Schachkarriere
Diana Baciu hat Moldau wiederholt bei Jugendwelt- und -europameisterschaft in verschiedenen Altersklassen vertreten, besonders erfolgreich im Jahr 2011, als sie in Albena Europameisterin in der Altersklasse U18 weiblich wurde. Sie gewann darüber hinaus bei den Jugendweltmeisterschaften 2006 in Batumi 2006 (in der Altersklasse U12 weiblich) und 2008 in Vũng Tàu (in der Altersklasse U14 weiblich) jeweils die Bronzemedaille.
Von 2007 bis 2010 nahm sie erfolgreich am Finale der Landesmeisterschaften der Frauen in Moldau teil und wurde 2009 Landesmeisterin.
Mit der Frauenauswahl Moldau nahm Baciu an den Schacholympiaden 2010 in Chanty-Mansijsk, 2012 in Istanbul, 2014 in Tromsø und 2016 in Baku teil.
Seit der Saison 2014/15 spielt sie für den Hamburger SK in der 2. Bundesliga und der Frauenbundesliga, vorher war sie für die dritte Mannschaft der Schachgesellschaft Solingen aktiv.
Seit 2013 ist Baciu Internationale Meisterin der Frauen, die erforderlichen Normen erreichte sie bei der Jugendeuropameisterschaft (U18 weiblich) 2011 sowie bei der Schacholympiade der Frauen 2012.